# Cinachyrella cavernosa
Cinachyrella cavernosa är en svampdjursart som först beskrevs av Jean-Baptiste Lamarck 1815.  Cinachyrella cavernosa ingår i släktet Cinachyrella och familjen Tetillidae. Inga underarter finns listade i Catalogue of Life.